# Konia dikume
Konia dikume és una espècie de peix de la família dels cíclids i de l'ordre dels perciformes.

## Morfologia
- Els mascles poden assolir 11,2 cm de longitud total.[1]

## Alimentació
Menja, principalment, larves de mosquit.

## Hàbitat
És una espècie de clima tropical.

## Distribució geogràfica
Es troba a Àfrica: és una espècie de peix endèmica del llac Barombi-ma-Mbu (oest del Camerun).

## Observacions
Té un nivell elevat d'hemoglobina a la sang a conseqüència de la seua adaptació al pobre contingut d'oxigen de l'aigua a grans fondàries.